# Lia Correa Morales de Espinosa-Viale
Pour les articles homonymes, voir Correa (homonymie), Morales, Espinosa et Viale (homonymie).

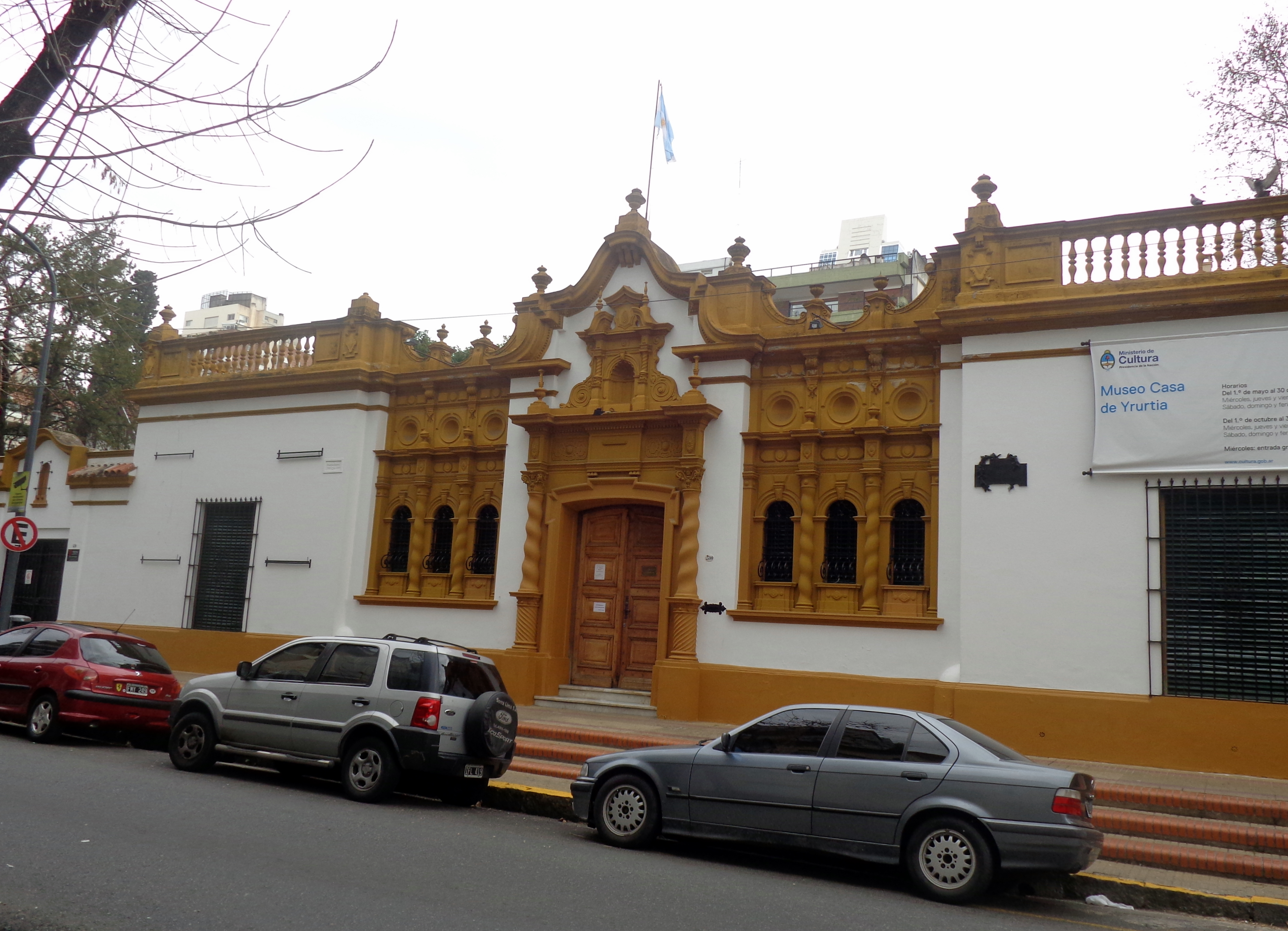
Le Musée Yrurtia à Buenos Aires

Lia Correa Morales ou Lia Correa Morales de Espinosa-Viale ou Lía Correa Morales de Yrurtia, née à Buenos Aires le 20 février 1893 où elle est morte le 8 octobre 1975, est une peintre argentine. 

## Biographie
Fille du sculpteur Lucio Correa Morales (es) et de la géographe, peintre et écrivaine Elina González Acha de Correa Morales, elle fréquente l'atelier de son père et apprend le dessin et la peinture. À 24 ans, elle épouse Abel Espinosa Viale. Le couple s'installe en Patagonie. Après deux ans de mariage, son mari meurt brusquement. Elle décide alors de revenir à Buenos Aires où elle rencontre le sculpteur, ancien élève de son père, Rogelio Yrurtia, qu'elle connaissait depuis son enfance.
En 1922, avec Yrurtia, elle parcourt l'Europe où elle vit jusqu'en 1929. Yrurtia travaille alors en France à l'exécution du mausolée de Rivadavia. Lia Correa devient membre de la Société nationale des beaux-arts. 
De retour en Argentine, et après la mort de Gertrudis, première épouse d'Yrurtia, Rogelio et Lía se marient dans une église du quartier de Belgrano.
Un musée est consacré à son mari, son père et à elle à Buenos Aires.